# Rohel le conquérant

Rohel le conquérant est une saga de science-fiction incluant de nombreux éléments de fantasy, et composée de quatorze romans écrits par Pierre Bordage, eux-mêmes divisés en trois cycles.
La série, titrée « Rohel le conquérant » lors de la parution initiale des 14 romans chez Vaugirard entre 1992 et 1997, est ensuite intitulée « Rohel », dans la réédition de 1999-2000, chez L'Atalante, regroupant les 14 romans en trois volumes correspondant aux trois cycles.

## Résumé
L'histoire est celle du destin de Rohel le Vioter, qui est manipulé par un cartel et obtient une formule d'une terrible puissance, ce qui pousse des fanatiques à le pourchasser de monde en monde dans un univers qui souffre de l'obscurantisme depuis des siècles, afin de s'en emparer. 

### Cycle de Dame Asmine d'Alba
Le Cycle de Dame Asmine d'Alba (version revue par l'auteur, L'Atalante, collection « La Dentelle du cygne », 28 août 1999, 856 p.,  (ISBN 978-2-84172-109-2), ) se compose de : 
- Le Chêne Vénérable (Vaugirard, 1992, 223 p.,  (ISBN 2-285-00840-6))
- Les Maîtres Sonneurs (Vaugirard, 1993, 222 p.,  (ISBN 2-285-00841-4))
- Le Monde des franges (Vaugirard, 1993, 220 p.,  (ISBN 2-285-01002-8))
- Lune noire (Vaugirard, 1993, 221 p.,  (ISBN 2-285-01146-6))
- Asmine d'Alba (Vaugirard, 1994, 223 p.,  (ISBN 2-285-01145-8))

### Cycle de Lucifal
Le Cycle de Lucifal (version revue par l'auteur, L'Atalante, collection « La Dentelle du cygne », 26 janvier 2000, 906 p.,  (ISBN 978-2-84172-123-8)) se compose de : 
- Les Anges du fer (Vaugirard, 1994, 222 p.,  (ISBN 2-265-05049-0))
- Le Grand Fleuve-temps (Vaugirard, 1994, 222 p.,  (ISBN 2-265-05186-1))
- L'Enfant à la main d'homme (Vaugirard, 1995, 223 p.,  (ISBN 2-265-05319-8))
- Les Portes de Babûlon (Vaugirard, 1995, 220 p.,  (ISBN 2-265-05517-4))
- Lucifal (Vaugirard, 1995, 223 p.,  (ISBN 2-265-05656-1))

### Cycle de Saphyr
Le Cycle de Saphyr (version revue par l'auteur, L'Atalante, collection « La Dentelle du cygne », 21 juin 2000, 748 p.,  (ISBN 978-2-84172-136-8)) se compose de : 
- Terre intérieure (Vaugirard, 1996, 221 p.,  (ISBN 2-265-05890-4))
- Les Feux de Tarpagène (Vaugirard, 1996, 219 p.,  (ISBN 2-265-05943-9))
- Le Chœur du vent (Vaugirard, 1996, 220 p.,  (ISBN 2-265-05933-1))
- Saphyr d'Antiter (Vaugirard, 1997, 254 p.,  (ISBN 2-7473-0100-1))